# Foho Aituto
Der Foho Aituto (kurz: Aituto, auch: Aitutu) ist ein Berg in der osttimoresischen Gemeinde Bobonaro. Er liegt im Nordwesten des Sucos Raiheu (Verwaltungsamt Cailaco).
Der Gipfel liegt auf der Grenze zwischen den Aldeias Lete Aituto und Daru Asa. Der Kamm des Berges verläuft rechtwinklig zur Grenze. Im Süden bildet der Berg einen hundert Meter steil abfallende Felswand. Am Nordhang bis zur Kante der Steilwand liegt das Dorf Lete Aituto. Im Westen führt eine Straße über den Berg. Dahinter erhebt sich der Steilhang des Leolaco (1916 m). Nach Osten hin fällt das Land auf etwa 400 m ab.